# Atrichopogon saundersi
Atrichopogon saundersi är en tvåvingeart som först beskrevs av Ewen och Saunders 1958.  Atrichopogon saundersi ingår i släktet Atrichopogon och familjen svidknott. Inga underarter finns listade i Catalogue of Life.